# Galatée Films
Galatée Films est une société de production cinématographique française fondée dans les années 1960 par Jacques Perrin sous le nom de Reggane Films,,,. Les films de fiction ou documentaires produits ou coproduits par la société, créée par Jacques Perrin lorsque le financement américain de Z a fait défaut, rencontrent autant d'échecs que de succès. À la mort du producteur en 2022, sa société a en projet un film de fiction de Christophe Barratier sur Felix Kersten, une adaptation chinoise du Merveilleux Voyage de Nils Holgersson à travers la Suède, un documentaire sur l'organisation Sea Shepherd et un autre sur le périple en Amérique de l'Ouest de William Henry Jackson, Edward Sheriff Curtis et Thomas Moran.